# New Spider-Man
New Spider-Man (engl. Spider-Man oder Spider-Man: The Animated Series) ist eine US-amerikanische Zeichentrickserie, welche auf den Comic-Abenteuern des Spider-Man des Marvel-Verlages basieren. Sie war die erste Zeichentrickserie, die in der damals neugegründeten Marvel Films Animation Firma produziert wurde. Animiert wurde die Serie bei dem japanischen Animationsstudio Tokyo Movie Shinsha.
In Deutschland wurde die Serie das erste Mal am 19. November 1994 auf RTL ausgestrahlt.

## Handlung
Der von einer radioaktiven Spinne gebissene Teenager Peter Parker muss sich in seiner Heimatstadt New York vielen Ganoven und Superschurken stellen, hat sich aber auch gegen die Presse und die Falschmeldungen des Daily Bugle zu verteidigen.

## Produktion & Veröffentlichung
FOX, der ursprüngliche Sender der Serie in den USA, wollte, dass die Serie sich mit den sozialen Problemen von Jugendlichen auseinandersetzt, wie zum Beispiel dem Frieden zwischen verschiedenen Ländern („Der Tag des Chamäleon“), Kulten („Der Kampf der Mächte“), dem schlechten Einfluss von Straßengangs auf ihre Mitglieder („Der junge Robert“ und „Die Rückkehr des Tombstone“), unveräußerliche Rechte („Die Falle“), Drogenabhängigkeit („Ein würdiger Nachfolger“) und den Problemen mit Stalkern („Hydroman“).
Um die Schauplätze der Serie so originalgetreu wie möglich wirken zu lassen, wurden viele Illustrationen der New Yorker Skyline und viele Karten der Stadt selbst zu Rate gezogen. Ursprünglich sollten die Stadt und viele Hintergründe in der Serie selbst mithilfe von CGI nachempfunden werden, während Fahrzeuge und Figuren nach wie vor auf traditionelle Weise animiert wurden. Aus Kostengründen wurde allerdings nur ein kleiner Teil von New York auf diese Art nachempfunden und das Produktionsteam war ebenfalls gezwungen, viele Szenen aus früheren Folgen wiederzuverwenden, wodurch man oft ein Deja vu erlebte.
Wie bereits bei Batman: The Animated Series wurden auch in New Spider-Man Gewaltdarstellungen zensiert. Realistische Waffen durften zu keiner Zeit gezeigt werden und wurden in jeder Folge durch Laser ersetzt, trotzdem wirft Cletus Cassidy in der Folge „Venoms Rückkehr“ eine realistisch aussehende Handgranate und auch in „Die sechs vergessenen Krieger“ sieht man in einer Rückblende einen Gangster mit einem echten Maschinengewehr feuern. Spider-Man und die restlichen Charaktere durften bis auf Ausnahmen nicht mit den bloßen Fäusten zuschlagen. Weiterhin durfte Blut nie gezeigt werden, infolgedessen trinkt der Vampir Morbius in der original Fassung Plasma, in der dt. Synchronfassung wurde dies jedoch wieder in Blut umgeändert. Trotz dieser kleinen Änderung nimmt Morbius weiterhin kein Blut durch Biss in den Hals zu sich, sondern hat stattdessen an den Händen Saugknöpfe, die er auf das Gesicht seiner Opfer legt. Menschen sterben nur in wenigen Fällen, meist werden sie rechtzeitig gerettet oder verschwinden durch Dimensionslöcher in andere Dimensionen. Schimpfworte werden immer gemieden und Gespräche über den Tod ebenfalls oder verharmlost, so dass die Frage „Ist er …“ zwar angefangen wird, aber rechtzeitig durch die Antwort „Nein!“ unterbrochen wird. Auch die Persönlichkeiten von manchen Figuren wurden in der Serie verändert. So wurde Cletus Kassidy/Carnage von einem Serien-Killer zu einem einfachen Geisteskranken und als Carnage darf er nicht wie in den Comics Menschen töten, sondern entzieht diesen einfach ihre Energie.
Nach den Terroranschlägen vom 11. September in New York City erfuhr die Folge „Der Tag des Chamäleon“ umfangreiche Änderungen in ihrem finalen Akt: Das World Trade Center wurde zusammen mit einem Großteil der Skyline New Yorks entfernt, ebenso ein Helikopter, der in einen Wolkenkratzer fliegt und explodiert sowie auch viele ähnliche Szenarien. Dialoge in der Folge wurden entfernt und durch andere aus späteren Folgen ersetzt oder immer wieder wiederholt.

## Episodenliste
| Episode   | Deutscher TV Titel                       | Deutscher DVD Titel                      | Originaltitel                       | Erstausstrahlung (USA) | Autor                                        | Prod. Code |
| --------- | ---------------------------------------- | ---------------------------------------- | ----------------------------------- | ---------------------- | -------------------------------------------- | ---------- |
| 01 (1-01) | Die Nacht der Echse                      | Die Nacht der Echse                      | Night of the Lizard                 | 19. November 1994      | Gerry Conway, Stan Berkowitz & John Semper   | 101        |
| 02 (1-02) | Der Skorpion                             | Der Skorpion                             | The Sting of the Scorpion           | 11. März 1995          | John Semper, Marty Isenberg & Robert N. Skir | 102        |
| 03 (1-03) | Der Spinnen-Killer                       | Der Spinnen-Killer                       | The Spider Slayer                   | 4. Februar 1995        | John Semper                                  | 103        |
| 04 (1-04) | Die Rückkehr der Spinnen-Killer          | Die Rückkehr der Spinnen-Killer          | Return of the Spider Slayers        | 11. Februar 1995       | John Semper                                  | 104        |
| 05 (1-05) | Die Spinne hoch zwei                     | Die Spinne hoch zwei                     | The Menace of Mysterio              | 25. Februar 1995       | John Semper, Marv Wolfman & Stan Berkowitz   | 105        |
| 06 (1-06) | Der wahnsinnige Professor                | Der wahnsinnige Professor                | Doctor Octopus: Armed and Dangerous | 18. Februar 1995       | John Semper & Brooks Wachtel                 | 106        |
| 07 (1-07) | Alte Spinne in neuen Schläuchen – Teil 1 | Alte Spinne in neuen Schläuchen – Teil 1 | The Alien Costume, Part One         | 29. April 1995         | Avi Arad & Stan Lee                          | 107        |
| 08 (1-08) | Alte Spinne in neuen Schläuchen – Teil 2 | Alte Spinne in neuen Schläuchen – Teil 2 | The Alien Costume, Part Two         | 6. Mai 1995            | John Semper & Brynne Chandler Reaves         | 108        |
| 09 (1-09) | Alte Spinne in neuen Schläuchen – Teil 3 | Alte Spinne in neuen Schläuchen – Teil 3 | The Alien Costume, Part Three       | 13. Mai 1995           | John Semper & Mark Hoffmeier                 | 113        |
| 10 (1-10) | Das Gegenmittel                          | Der Jäger                                | Kraven the Hunter                   | 1. April 1995          | John Semper & Jan Strnad                     | 109        |
| 11 (1-11) | Der Hobgoblin – Teil 1                   | Der Hobgoblin – Teil 1                   | The Hobgoblin, Part One             | 20. Mai 1995           | Larry Brody & John Semper                    | 110        |
| 12 (1-12) | Der Hobgoblin – Teil 2                   | Der Hobgoblin – Teil 2                   | The Hobgoblin, Part Two             | 27. Mai 1995           | Stan Berkowitz                               | 111        |
| 13 (1-13) | Der Tag des Chamäleon                    | Der Tag des Chamäleon                    | Day of the Chameleon                | 11. Juni 1995          | John Semper                                  | 112        |

| Episode   | Deutscher TV Titel                   | Deutscher DVD Titel                  | Originaltitel               | Erstausstrahlung (USA) | Autor                                             | Prod. Code |
| --------- | ------------------------------------ | ------------------------------------ | --------------------------- | ---------------------- | ------------------------------------------------- | ---------- |
| 14 (2-01) | Spinne sei wachsam                   | Spinne sei wachsam                   | The Insidious Six           | 9. September 1995      | John Semper & David Lee Miller                    | 201        |
| 15 (2-02) | Die gnadenlosen Sechs                | Die gnadenlosen Sechs                | Battle of the Insidious Six | 16. September 1995     | John Semper                                       | 202        |
| 16 (2-03) | Hydro-Man                            | Hydro-Man                            | Hydro-Man                   | 23. September 1995     | John Semper                                       | 203        |
| 17 (2-04) | Mutanten gegen Mutanten – Teil 1     | Mutanten gegen Mutanten – Teil 1     | The Mutant Agenda           | 30. September 1995     | John Semper, J. M. DeMatteis & Stevent Grant      | 204        |
| 18 (2-05) | Mutanten gegen Mutanten – Teil 2     | Mutanten gegen Mutanten – Teil 2     | Mutants' Revenge            | 7. Oktober 1995        | John Semper & Michael Edens                       | 205        |
| 19 (2-06) | Der Vampir                           | Der Vampir                           | Morbius                     | 28. Oktober 1995       | John Semper                                       | 206        |
| 20 (2-07) | Der Vollstrecker                     | Der Vollstrecker                     | Enter the Punisher          | 4. November 1995       | John Semper & Carl Potts                          | 207        |
| 21 (2-08) | Duell der Jäger                      | Duell der Jäger                      | Duel of the Hunters         | 11. November 1995      | John Semper                                       | 208        |
| 22 (2-09) | Blade, der Vampirjäger               | Blade, der Vampirjäger               | Blade the Vampire Hunter    | 3. Februar 1996        | Stephanie Mathison, Mark Hoffmeier, & John Semper | 209        |
| 23 (2-10) | Auf ewig eine Fledermaus             | Auf ewig eine Fledermaus             | The Immortal Vampire        | 10. Februar 1996       | John Semper & Meg McLaughlin                      | 210        |
| 24 (2-11) | Die Tafel der ewigen Jugend – Teil 1 | Die Tafel der ewigen Jugend – Teil 1 | Table of Time               | 18. November 1995      | Mark Hoffmeier, Stan Berkowitz, & John Semper     | 211        |
| 25 (2-12) | Die Tafel der ewigen Jugend – Teil 2 | Die Tafel der ewigen Jugend – Teil 2 | Ravages of Time             | 25. November 1995      | Mark Hoffmeier, Stan Berkowitz, & John Semper     | 212        |
| 26 (2-13) | Der Schrei des Geiers – Teil 1       | Der Schrei des Geiers – Teil 1       | Shriek of the Vulture       | 17. Februar 1996       | John Semper, Gilles Wheeler & Evelyn A. R. Gabai  | 213        |
| 27 (2-14) | Der Schrei des Geiers – Teil 2       | Der Schrei des Geiers – Teil 2       | The Final Nightmare         | 24. Februar 1996       | John Semper & Sandy Fries                         | 214        |

| Episode   | Deutscher TV Titel           | Deutscher DVD Titel               | Originaltitel          | Erstausstrahlung (USA) | Autor                                                         | Prod. Code |
| --------- | ---------------------------- | --------------------------------- | ---------------------- | ---------------------- | ------------------------------------------------------------- | ---------- |
| 28 (3-01) | Der Kampf der Mächte         | Doctor Strange                    | Doctor Strange         | 27. April 1996         | John Semper & Mark Hoffmeier                                  | 215        |
| 29 (3-02) | Reise in die Vergangenheit   | Wünsch dir was                    | Make a Wish            | 4. Mai 1996            | John Semper                                                   | 216        |
| 30 (3-03) | Tina gegen Octopus           | Angriff des Octobot               | Attack of the Octo-Bot | 11. Mai 1996           | Meg McLaughlin & John Semper                                  | 217        |
| 31 (3-04) | Der grüne Gnom               | Vorhang auf für den grünen Kobold | Enter the Green Goblin | 18. Mai 1996           | John Semper                                                   | 218        |
| 32 (3-05) | Der junge Robert             | Rocket Racer                      | Rocket Raver           | 14. September 1996     | John Semper                                                   | 301        |
| 33 (3-06) | Die Falle                    | Falsches Spiel                    | Framed                 | 21. September 1996     | John Semper & Mark Hoffmeier                                  | 302        |
| 34 (3-07) | Reingelegt                   | Der Mann ohne Angst               | The Man Without Fear   | 28. September 1996     | John Semper & Mark Hoffmeier                                  | 303        |
| 35 (3-08) | Der ultimative Spinnenkiller | Der Spinnenkiller                 | The Ultimate Slayer    | 5. Oktober 1996        | John Semper                                                   | 304        |
| 36 (3-09) | Die Rückkehr des Tombstone   | Tombstone                         | Tombstone              | 12. Oktober 1996       | Larry Brody, Robert N. Skir, Marty Isenberg & John Semper     | 305        |
| 37 (3-10) | Die Rückkehr des Venom       | Venoms Rückkehr                   | Venom Returns          | 2. November 1996       | Stan Berkowitz, Len Wein & John Semper                        | 306        |
| 38 (3-11) | Das Tor in eine andere Welt  | Carnage                           | Carnage                | 9. November 1996       | Stan Berkowitz, James Krieg & John Semper                     | 307        |
| 39 (3-12) | Die Zeitlöcher               | Spot                              | The Spot               | 26. Oktober 1996       | James Krieg                                                   | 308        |
| 40 (3-13) | Krieg der Gnome              | Koboldkrieg!                      | Goblin War!            | 16. November 1996      | Mark Hoffmeier, John Semper, Robert N. Skir, & Marty Isenberg | 309        |
| 41 (3-14) | Aufgeflogen                  | Die Wende                         | Turning Point          | 23. November 1996      | James Krieg, John Semper, Robert N. Skir, & Marty Isenberg    | 310        |

| Episode   | Deutscher TV Titel          | Deutscher DVD Titel                | Originaltitel                  | Erstausstrahlung (USA) | Autor                        | Prod. Code |
| --------- | --------------------------- | ---------------------------------- | ------------------------------ | ---------------------- | ---------------------------- | ---------- |
| 42 (4-01) | Faule Tricks                | Schuldig                           | Guilty                         | 1. Februar 1997        | John Semper                  | 311        |
| 43 (4-02) | Die schwarze Katze – Teil 1 | Die Katze                          | The Cat                        | 8. Februar 1997        | John Semper                  | 312        |
| 44 (4-03) | Die schwarze Katze – Teil 2 | Die schwarze Katze                 | The Black Cat                  | 15. Februar 1997       | John Semper                  | 313        |
| 45 (4-04) | Gefährliches Serum          | Die Rückkehr von Kraven            | The Return of Kraven           | 22. Februar 1997       | Meg McLaughlin               | 314        |
| 46 (4-05) | Das Bündnis                 | Partner                            | Partners                       | 3. Mai 1997            | John Semper                  | 315        |
| 47 (4-06) | Das Erwachen                | Das Erwachen                       | The Awakening                  | 10. Mai 1997           | John Semper                  | 316        |
| 48 (4-07) | Die Königin der Nacht       | Die Vampirkönigin                  | The Vampire Queen              | 17. Mai 1997           | Meg McLaughlin & John Semper | 317        |
| 49 (4-08) | Ein würdiger Nachfolger     | Die Rückkehr des grünen Kobolds    | The Return of the Green Goblin | 12. Juli 1997          | Mark Hoffmeier               | 318        |
| 50 (4-09) | Tödliche Effekte            | Das Geheimnis der Mary Jane Watson | The Haunting of Mary Jane      | 19. Juli 1997          | John Semper & Virginia Roth  | 401        |
| 51 (4-10) | Der Herr der Eidechsen      | Der Echsenkönig                    | The Lizard King                | 26. Juli 1997          | John Semper                  | 402        |
| 52 (4-11) | Der Streuner                | Der Herumtreiber                   | The Prowler                    | 2. August 1997         | John Semper                  | 403        |

| Episode   | Deutscher TV Titel                        | Deutscher DVD Titel                                              | Originaltitel                                           | Erstausstrahlung (USA) | Autor                                         | Prod. Code |
| --------- | ----------------------------------------- | ---------------------------------------------------------------- | ------------------------------------------------------- | ---------------------- | --------------------------------------------- | ---------- |
| 53 (5-01) | Die Hochzeit                              | Die Hochzeit                                                     | The Wedding                                             | 12. September 1997     | John Semper                                   | 404        |
| 54 (5-02) | Die sechs vergessenen Krieger – Teil 1    | Die sechs vergessenen Krieger Teil I                             | Six Forgotten Warriors, Chapter One                     | 19. September 1997     | John Semper                                   | 405        |
| 55 (5-03) | Die sechs vergessenen Krieger – Teil 2    | Die sechs vergessenen Krieger Teil II: Das Vermächtnis           | Six Forgotten Warriors, Chapter II: Unclaimed Legacy    | 26. September 1997     | John Semper                                   | 406        |
| 56 (5-04) | Die sechs vergessenen Krieger – Teil 3    | Die sechs vergessenen Krieger Teil III: Das Geheimnis der Sechs  | Six Forgotten Warriors, Chapter III: Secrets of the Six | 3. Oktober 1997        | John Semper                                   | 407        |
| 57 (5-05) | Die sechs vergessenen Krieger – Teil 4    | Die sechs vergessenen Krieger Teil IV: Die Sechs kämpfen wieder  | Six Forgotten Warriors, Chapter IV: The Six Fight Again | 10. Oktober 1997       | John Semper                                   | 408        |
| 58 (5-06) | Die sechs vergessenen Krieger – Teil 5    | Die sechs vergessenen Krieger Teil V: Der Preis für Heldentum    | Six Forgotten Warriors, Chapter V: The Price of Heroism | 17. Oktober 1997       | John Semper                                   | 409        |
| 59 (5-07) | Hydro-Mans Rache – Teil 1                 | Hydro-Mans Rache – Teil 1                                        | The Return of Hydro-Man, Part One                       | 24. Oktober 1997       | John Semper                                   | 410        |
| 60 (5-08) | Hydro-Mans Rache – Teil 2                 | Hydro-Mans Rache – Teil 2                                        | The Return of Hydro-Man, Part Two                       | 31. Oktober 1997       | John Semper                                   | 411        |
| 61 (5-09) | Die Herausforderung – Teil 1              | Die Herausforderung – Teil I: Die Ankunft                        | Secret Wars, Chapter I: Arrival                         | 7. November 1997       | John Semper & Karen Milovich                  | 412        |
| 62 (5-10) | Die Herausforderung – Teil 2              | Die Herausforderung – Teil II: Red Skulls Herausforderung        | Secret Wars, Chapter II: The Gauntlet of the Red Skull  | 14. November 1997      | Virginia Roth                                 | 413        |
| 63 (5-11) | Die Herausforderung – Teil 3              | Die Herausforderung – Teil III: Doom                             | Secret Wars, Chapter III: Doom                          | 21. November 1997      | John Semper, Mark Hoffmeier & Ernie Altbacker | 414        |
| 64 (5-12) | Die Schlacht zwischen den Welten – Teil 1 | Die Schlacht zwischen den Welten – Teil I: Ich hasse Klone       | Spider Wars, Chapter I: I Really, Really Hate Clones    | 31. Januar 1998        | James Krieg, Mark Hoffmeier & John Semper     | 415        |
| 65 (5-13) | Die Schlacht zwischen den Welten – Teil 2 | Die Schlacht zwischen den Welten – Teil II: Leb wohl, Spider-Man | Spider Wars, Chapter II: Farewell, Spider-Man           | 31. Januar 1998        | John Semper                                   | 416        |

Die Doppelfolge „Mutanten gegen Mutanten“ ist ein Crossover zwischen der New Spider-Man Serie und der X-Men Serie, welche ebenfalls im Marvel Animated Universe angesiedelt ist. Hierfür wurden die Sprecher der Original Fassung der X-Men Serie von Kanada nach Los Angeles geflogen, damit sie ihren Figurenpendanten in der New Spider-Man Serie ebenfalls sprechen konnten.

Auch in der deutschen Fassung wurden fast alle Sprecher der X-Men-Serie für ihre Rollen verpflichtet, lediglich Professor X wurde anstelle von Christoph Lindert von Thomas Rauscher gesprochen.

In der drei-teiligen Episoden-Saga „Die Herausforderung“ hatten ebenfalls Helden aus anderen Marvel Animated Universe Serien einen Auftritt: die fantastischen Vier aus der Serie Die Fantastischen Vier mit neuen Abenteuern, Iron Man aus der Serie Der unbesiegbare Iron Man und Storm aus der Serie X-Men. Auch hier hat man erneut auf Kontinuität zu den anderen Serie geachtet und musste lediglich 2 Rollen umbesetzen: Johnny Storm (die menschliche Fackel) wird anstelle von Christian Tramitz von Pascal Breuer und Iron Man anstelle von Crock Krumbiegel von Bernd Simon gesprochen.

## Synchronisation
| Rolle                           | Englischer Sprecher                                    | Deutscher Sprecher                                  |
| ------------------------------- | ------------------------------------------------------ | --------------------------------------------------- |
| Spider-Man/Peter Parker         | Christopher Daniel Barnes                              | Christian Weygand                                   |
| Tante May Parker                | Linda Gary (Staffel 1-3) Julie Bennett (Staffel 4-5)   | Margit Weinert                                      |
| Mary Jane Watson                | Sara Ballantine                                        | Sandra Schwittau                                    |
| J. Jonah Jameson                | Ed Asner                                               | Norbert Gastell                                     |
| Alisha Silvermane               | Leigh-Allyn Baker                                      | Veronika Neugebauer                                 |
| Alistair Smythe                 | Maxwell Caulfield                                      | Wolfgang Schatz                                     |
| Black Cat/Felicia Hardy         | Jennifer Hale                                          | Sonja Reichelt                                      |
| Carnage/Cletus Kasady           | Scott Cleverdon                                        | Oliver Mink                                         |
| Debra Whitman                   | Liz Georges                                            | Michaela Amler                                      |
| Dr. Curt Connors                | Joseph Campanella                                      | Claus Brockmeyer                                    |
| Dr. Mariah Crawford             | Susan Beaubian                                         | Katharina Lopinski                                  |
| Dr. Oktopus / Dr. Otto Octavius | Efrem Zimbalist, Jr.                                   | Gernot Duda (Folge 1-29) Michael Rüth (Folge 30-65) |
| Flash Thompson                  | Patrick Labyorteaux                                    | Manou Lubowski                                      |
| Gnom/Jason Macendale            | Mark Hamill                                            | Ekkehardt Belle                                     |
| Grüner Gnom/Norman Osborn       | Neil Ross                                              | Ulrich Frank                                        |
| Harry Osborn                    | Gary Imhoff                                            | Niko Macoulis                                       |
| Jenseitige                      | Earl Boen                                              | Donald Arthur                                       |
| Kingpin/Wilson Fisk             | Roscoe Lee Browne                                      | Christoph Jablonka Tommi Piper (Folge 14-15)        |
| Kraven, der Jäger               | Gregg Berger                                           | Manfred Erdmann                                     |
| Michael Morbius                 | Nick Jameson                                           | Florian Halm Axel Malzacher                         |
| Mysterio/Quentin Beck           | Gregg Berger                                           | Walter von Hauff                                    |
| Nick Fury                       | Philip Abbott (Staffel 1-3) Jack Angel (Staffel 4-5)   | Willi Röbke                                         |
| Red Skull                       | Earl Boen                                              | Manfred Erdmann                                     |
| Rhino                           | Don Stark                                              | Thomas Rau                                          |
| Shocker                         | Jim Cummings                                           | Willi Röbke                                         |
| Skorpion                        | Martin Landau (Staffel 1-3) Richard Moll (Staffel 4-5) | Ulrich Frank Willi Röbke (Folge 27)                 |
| Tombstone                       | Dorian Harewood                                        | Thomas Rau                                          |
| Venom/Eddie Brock               | Hank Azaria                                            | Kai Taschner                                        |

## DVD-Veröffentlichung
Alle 65 Folgen wurden in fünf Doppel-DVD-Sets durch Clear Vision Ltd. in Deutschland veröffentlicht. Zudem erschien Ende 2010 in Form eines Hardcover-Comics eine limitierte Collectors Edition mit allen Folgen.